# Fatemeh Ruhani
Fatemeh Ruhani –en persa, فاطمه روحانی– (Shahrud, 9 de abril de 1993) es una deportista iraní que compitió en taekwondo. Ganó una medalla de plata en los Juegos Asiáticos de 2014, y una medalla de bronce en el Campeonato Asiático de Taekwondo de 2012.

## Palmarés internacional
| Juegos Asiáticos    | Juegos Asiáticos             | Juegos Asiáticos  | Juegos Asiáticos |
| Año                 | Lugar                        | Medalla           | Categoría        |
| ------------------- | ---------------------------- | ----------------- | ---------------- |
| 2014                | Incheon (Corea del Sur)      | Medalla de plata  | –73 kg           |
| Campeonato Asiático |                              |                   |                  |
| Año                 | Lugar                        | Medalla           | Categoría        |
| 2012                | Ciudad Ho Chi Minh (Vietnam) | Medalla de bronce | –67 kg           |